# سلطة جمع النفايات
سلطة جمع النفايات (بالإنجليزية: Waste collection authority)‏، هي سلطة محلية في المملكة المتحدة مُكلفة بجمع النفايات البلدية. هناك 376 جمعية للتكافل العالمي في إنجلترا وويلز مسؤولة عن جمع النفايات على حوالي 22 مليون منزل وبعض الشركات.